# Vodní nádrž Přísečnice
Vodní nádrž Přísečnice je přehradní nádrž v okrese Chomutov, v nadmořské výšce 732,8 metrů, na náhorní planině středních Krušných hor. Má plochu 362 hektarů, průměrná hloubka je okolo 50 metrů. Nejvyšší hloubka je 57,6 metrů.
Nádrž slouží k zásobování měst a obcí okresů Chomutov, Most a Louny pitnou vodou. Je součástí vodohospodářské soustavy v oblasti severočeské hnědouhelné pánve.
Přehradu napájí Přísečnický potok a přívodní štolou vedený potok Černá voda. Odtok z přehrady pokračuje na německé území a vlévá se do říčky Zschopau.

## Historie
Úvahy o vybudování vodní nádrže se objevily na začátku šedesátých let dvacátého století. Důvodem byl průmyslový charakter podkrušnohorské oblasti a malé množství srážek v jižní části chomutovského okresu. Nedostatek vody opakovaně vedl k omezování odběrů velkoodběrateli i obyvateli měst. Usnesení o zajištění dodávek pitné vody bylo v roce 1961 projednáno krajským národním výborem Severočeského kraje a ministerstvem zemědělství a od roku 1963 se se stavbou přehrady pevně počítalo.
V zaplavené oblasti stálo staré krušnohorské hornické město Přísečnice, které bylo v letech 1973 až 1974 zbouráno. Kvůli zřízení 1. ochranného pásma musely být zbourány i obce Dolina, Kotlina a Rusová. Stavba 50 metrů vysoké sypané hráze začala v letech 1969 až 1970 a přehrada byla napuštěna v roce 1976. Projekt přehrady vypracoval Hydroprojekt Praha. Provozovatelem je podnik Povodí Ohře v Chomutově.

## Technická data
- Hráz – přímá, sypaná se středním zemním těsněním
- Kóta koruny hráze – 735,9 m n. m.
- Délka koruny hráze – 469,7 metrů
- Šířka koruny hráze – 6 metrů
- Maximální výška hráze nad terénem – 47,2 metrů

## Hydrologie
Vodní nádrž shromažďuje vodu z povodí o rozloze 46,2 km², ve kterém je dlouhodobý roční průměr srážek 890 milimetrů. Průměrný roční průtok je 0,85 m³/s a neškodný odtok dosahuje 4 m³/s.
| N             | 1   | 5    | 10   | 50   | 100  |
| ------------- | --- | ---- | ---- | ---- | ---- |
| Průtok (m³/s) | 9,7 | 24,0 | 32,0 | 56,0 | 69,0 |

## Přístup

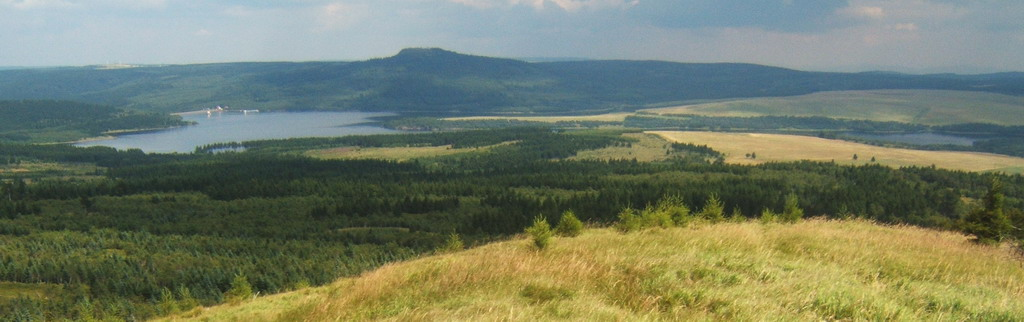
Pohled z Velkého Špičáku na nádrž a Jelení horu

Přístup do blízkosti vodní hladiny je zakázán. Okolo nádrže vede úsek cyklotrasy č. 23 z Měděnce do Kalku a cyklotrasa č. 3003 z Hory Svatého Šebestiána do Vejprt. Po hrázi vede také modře značená turistická trasa z Vejprty do Chomutova.